# Babilonia (canción)
«Babilonia» es una canción y sencillo del grupo musical de Argentina Los Piojos, incluida originalmente en su segundo álbum de estudio que fue titulado Ay ay ay del año 1994.